# کونستانتین کریژفسکی
کونستانتین کریژفسکی (روسی: Константин Станиславович Крижевский؛ ۲۰ فوریهٔ ۱۹۲۶ – ۱۸ نوامبر ۲۰۰۰) بازیکن فوتبال اهل اتحاد جماهیر شوروی سوسیالیستی بود.
وی همچنین برندهٔ جوایزی همچون نشان برجسته افتخار شده‌است.
از باشگاه‌هایی که در آن بازی کرده‌است می‌توان به باشگاه فوتبال کریلیا سووتوف سامارا و باشگاه فوتبال دینامو مسکو اشاره کرد.
وی همچنین در تیم ملی فوتبال شوروی بازی کرده‌است.